# لويس روني
لويس روني (بالإنجليزية: Louis Rooney)‏ (28 سبتمبر 1996 ببليموث في المملكة المتحدة - ) هو لاعب كرة قدم بريطاني في مركز الهجوم. لعب مع نادي بليموث أرجايل.

## وصلات خارجية
- لويس روني على موقع قاعدة بيانات كرة القدم.إي يو (الإنجليزية)
- لويس روني على موقع Soccerway.com (الإنجليزية)